# Фіал
Фіа́л (грец. φιάλη — «ча́ша») — архітектурна деталь у вигляді високої пірамідки, фігурного шпилю. Є завершенням пінаклів, вимпергів, містилася по боках вікон і порталів. Грані фіалу прикрашені краббами, а вершина — флероном.
Крім декоративного мав і конструктивне значення, зокрема, збільшував вагу контрфорса, щоб врівноважити силу розпору аркбутану. Фіал широко застосовувався у пізньороманській, готичній і ранньоренесансній архітектурі.